# Ralf Hesse
Ralf Hesse (* 11. März 1972 in Stuttgart) ist ein  deutscher Jazzmusiker (Trompete, Flügelhorn, Arrangement und Komposition).

## Leben und Wirken
Hesse hatte 1980 ersten Trompetenunterricht; 1985, 1987 und 1990 war er Preisträger bei „Jugend jazzt“ Baden-Württemberg. Von 1988 bis 1990 spielte er im Jugend-Jazzorchester Baden-Württemberg, Anfang der 1990er-Jahre trat er mit The Young Generation of Swing und dem Bundesjugendjazzorchester auf, mit dem 1993 erste Aufnahmen entstanden. Er schloss 1997 sein Studium im Fach Jazztrompete an der Musikhochschule Köln mit Diplom ab. Zwischen 2009 und 2011 absolvierte er den Masterstudiengang Jazzkomposition/Arrangement an der Musikhochschule Mannheim.
Seit 2000 leitete er gemeinsam mit dem Saxophonisten Marcus Bartelt eine eigene Gruppe, zu der Martin Sasse gehörte; 2001 erschien deren CD Happy Weeks. Zudem spielte er u. a. in den Big Bands des WDR, HR, SWR und RIAS, mit Bob Brookmeyers New Art Orchestra, Peter Herbolzheimers Rhythm Combination & Brass und in Albert Mangelsdorffs Deutsch-Französischem Jazz-Ensemble; ferner wirkte er bei Aufnahmen von Bobby Burgess, Ansgar Striepens/Ed Partyka (Tunnel Vision - Music for Jazz Orchestra, 1997), Claus Koch (Snooki-ing, 2002), Florian Trübsbach, Oliver Groenewald, Al Porcino und Chris Walden mit. 1994 war er eines der Gründungsmitglieder des Sunday Night Orchestra.
Seit 2006 ist Hesse Mitglied im Orchester Pepe Lienhard. Als Komponist und Arrangeur arbeitete Hesse u. a. für die SWR Big Band, das Orchester Pepe Lienhard, Helen Schneider, Götz Alsmann, Lang Lang, Udo Jürgens und das Sunday Night Orchestra; ferner hat er einen Lehrauftrag an der Musikhochschule Detmold. Im Bereich des Jazz war er zwischen 1992 und 2011 an 24 Aufnahmesessions beteiligt.

## Lexikalische Einträge
- Jürgen Wölfer: Jazz in Deutschland. Das Lexikon. Alle Musiker und Plattenfirmen von 1920 bis heute. Hannibal, Höfen 2008, ISBN 978-3-85445-274-4.